# Руэллия распростёртая
Руэллия распростёртая (лат. Ruellia prostrata) — травянистое растение, вид семейства Акантовые, у которой ареал преимущественно в тропических и субтропических областях в Азии и Африки. Экстракт используется в медицине.
Часто путается с видом руэллия ползучая (Ruellia repens) похожие общим внешнем видом.

## Ботаническое описание
Низкорослое многолетнее травянистое ползучее растение. Стебли длиной до 30—50 см, стелющиеся, покрыты тонкими волосками (слабо опушённые). Корневая система мочковатая, позволяет растению укореняться в различных субстратах. Листья простые, овальные или эллиптические, длиной от 2 до 5 см с гладкими или слегка зубчатыми краями, опушенные с обеих сторон.
Цветки крупные, одиночные. чашечка пятираздельная, лепестки ярко-фиолетового или же пурпурного цвета, диаметром до 4—5 см, с характерным длинным шпорцем у основания цветка. Плод — коробочка, продолговатая, содержащая несколько семян.

## Места обитания
Произрастают преимущественно в тропических и субтропических областях в Азии и Африки. Встречается как почвопокровное растение на сухих и полутеневых участках.

## Медицинское применение
Экстракт листьев обладает противовоспалительным и антидиабетическим свойствами, что было подтверждено научными исследованиями.
Экстракт растения обладает выраженным противовоспалительным действием сопоставимым которые могут быть классические антифлогистические средства. Также имеется потенциал в лечении сахарного диабета, понижая уровень гипергликемии и усиления антиоксидантную защиту организма.